# Неорић
Неорић је насељено место у саставу општине Мућ, Сплитско-далматинска жупанија, Република Хрватска.

## Историја
До територијалне реорганизације у Хрватској налазио се у саставу старе општине Солин.

## Становништво
На попису становништва 2011. године, Неорић је имао 883 становника.
| Број становника по пописима | Број становника по пописима | Број становника по пописима | Број становника по пописима | Број становника по пописима | Број становника по пописима | Број становника по пописима | Број становника по пописима | Број становника по пописима | Број становника по пописима | Број становника по пописима | Број становника по пописима | Број становника по пописима | Број становника по пописима | Број становника по пописима | Број становника по пописима |
| --------------------------- | --------------------------- | --------------------------- | --------------------------- | --------------------------- | --------------------------- | --------------------------- | --------------------------- | --------------------------- | --------------------------- | --------------------------- | --------------------------- | --------------------------- | --------------------------- | --------------------------- | --------------------------- |
| 1857.                       | 1869.                       | 1880.                       | 1890.                       | 1900.                       | 1910.                       | 1921.                       | 1931.                       | 1948.                       | 1953.                       | 1961.                       | 1971.                       | 1981.                       | 1991.                       | 2001.                       | 2011.                       |
| 587                         | 623                         | 667                         | 703                         | 731                         | 837                         | 837                         | 990                         | 937                         | 950                         | 834                         | 1.028                       | 920                         | 893                         | 871                         | 883                         |

Напомена: У 1991. смањено издвајањем дела насеља који је припојен насељу Сутина. Исказује се као део насеља од 1953.

### Попис 1991.
На попису становништва 1991. године, насељено место Неорић је имало 893 становника, следећег националног састава:
| Попис 1991.‍ | Попис 1991.‍ | Попис 1991.‍ | Попис 1991.‍ | Попис 1991.‍ |
| ----------- | ----------- | ----------- | ----------- | ----------- |
|             |             |             |             |             |
| Хрвати      | Хрвати      |             | 872         | 97,64%      |
| Југословени | Југословени |             | 3           | 0,33%       |
| непознато   | непознато   |             | 18          | 2,01%       |
| укупно: 893 |             |             |             |             |